# Giambattista Moschino
Giambattista Moschino (Vigevano, 28 marzo 1939 – Vigevano, 20 luglio 2019) è stato un calciatore e allenatore di calcio italiano, di ruolo centrocampista.

## Biografia
È morto la mattina del 20 luglio 2019, nella sua abitazione di Vigevano (PV). È stato successivamente tumulato presso il cimitero urbano della città ducale.

## Palmarès

### Club

#### Competizioni nazionali
- Campionato italiano di Serie B: 1

Torino: 1959-1960
- Coppa Italia: 1

Torino: 1967-1968